# Camerún en los Juegos Paralímpicos de París 2024
Camerún estuvo representado en los Juegos Paralímpicos de París 2024 por cinco deportistas, cuatro mujeres y un hombre. El equipo paralímpico camerunés no obtuvo ninguna medalla en estos Juegos.